# Aeroportul Regional Lafayette
Aeroportul Regional Lafayette (IATA: LFT, ICAO: KLFT, FAA LID: LFT) este un aeroport din Louisiana, Statele Unite ale Americii ce deservește zona Lafayette. Aeroportul a fost tranzitat în 2019 de 531.118 pasageri. A fost numit după zona deservită.
Situat la o altitudine de 13 m, aeroportul dispune de 3 piste.

## Infrastructură

### Piste
Aeroportul dispune de 3 piste: 
- pista 04L/22R din asfalt, cu dimensiunile 4.099 picioare × 75 picioare
- pista 04R/22L din asfalt, cu dimensiunile 8.000 picioare × 150 picioare
- pista 11/29 din asfalt, cu dimensiunile 5.401 picioare × 148 picioare